# 1995 BJ1
1995 BJ1 är en asteroid i huvudbältet som upptäcktes den 26 januari 1995 av den japanska astronomen Takeshi Urata vid Nihondaira-observatoriet.
Asteroiden har en diameter på ungefär 17 kilometer och den tillhör asteroidgruppen Themis.